# 张哲嘉
张哲嘉（1995年8月31日—）是一位中国男排运动员，張哲嘉身高2.07米，體重85公斤。他也中国国家男子排球队的一員。他目前效力於上海男排。

## 生平
张哲嘉出生於排球世家，從小就學打排球。
2011年张哲嘉入选国少队，第一次征战世少赛時拦网得到32分，排名所有队员之首。2012年亚少赛获得“最佳进攻奖”。2013年第二次参加世少時得到“最佳拦网奖”。
2013年张哲嘉升入上海一队。